# Kumang Corona
Kumang Corona est une corona, formation géologique en forme de couronne, située sur la planète Vénus.  

## Présentation
Kumang Corona est localisée par 25° N et 11,8° E et se situe dans le quadrangle de Sappho Patera (V-20). 
Elle a été nommée ainsi en 2003, en référence à Kumang, déesse mère des Ibans de Bornéo (Indonésie), et couvre une surface circulaire d'environ 40 km de diamètre. 